# Motozattera
Die Motozattera (MZ) waren italienische Landungsboote während des Zweiten Weltkrieges.

## Allgemeines
Für die für Mitte 1942 von italienischer Seite unter der Bezeichnung Operazione "C3" geplante Invasion Maltas (→Unternehmen Herkules) standen der italienischen Marine keine geeigneten Landungsfahrzeuge zur Verfügung. Von den verbündeten Deutschen erhielt Italien die Baupläne der deutschen Marinefährprahme (MFP) Typ A, die im Wesentlichen übernommen wurden. Unterschiede lagen vor allem in der Verwendung italienischer Motoren und Waffen. Der Antrieb erfolgte bei allen Booten durch drei Dieselmotoren über drei Wellen. Die Zuladung betrug 65 t. Als Bewaffnung waren zwei 20 mm und eine 76 mm Flugabwehrkanone vorgesehen, aber es kamen auch zusätzliche und andere verfügbare Waffen zum Einsatz, oft auch Beutewaffen. Es wurden 95 MZ in zwei Versionen gebaut. Sie trugen die Kennung „MZ“ mit fortlaufenden Nummern ab 701 bis 800.
Die ersten 65 Boote vom Typ „MZ A“ oder auch „Bette Classe A“ aus dem Jahr 1942 entsprachen den deutschen MFP Typ A mit 47 m Länge, 6,5 m Breite und einen maximalen Tiefgang von 1,4 m. Sie erreichten unbeladen eine Höchstgeschwindigkeit von 12 kn mit einer Reichweite von etwa 1200 sm bei 7 kn.
Die 30 Boote der zweiten Serie, die bis Mitte 1943 fertiggestellt wurden, hatten einen überarbeiteten Rumpf, um die Seetüchtigkeit zu verbessern und vergrößerte Reichweite. Der „Typ MZ B“, war einen halben Meter kürzer, hatte nur einen Tiefgang von 1,18 m und erreichte eine Höchstgeschwindigkeit von 11 kn.
Der erste Auftrag für die Landungsboote erfolgte erst 1942; von daher wären diese Boote ohnehin nicht rechtzeitig für einen Einsatz gegen Malta einsatzbereit gewesen. Nachdem der eigentliche Einsatzzweck der Boote endgültig aufgegeben wurde, versahen sie allgemeine Nachschubaufgaben, vor allem für die Truppen in Nordafrika. Allein dabei gingen fast zwei Drittel des Bestandes verloren. Nachdem Italien die Seiten wechselte und zum deutschen Besatzungsgebiet wurde, übernahm im September 1943 die Kriegsmarine die noch erhaltenen Boote. 16 MZ wurden allerdings von ihren Besatzungen den Alliierten zugeführt und taten für diese mit der Kennung „MTC“ Dienst. Am Ende des Krieges waren davon noch neun MZ aktiv.
Mit MZ 737 hat eines der Boote bis heute überlebt. Es ist Teil der Ausstellung des Arsenals von Venedig.
Ein drittes Baulos entsprechend dem deutschen MFP Typ D kam unter italienischer Regie nicht mehr zur Ausführung. Unter deutscher Besatzung, wurden dann aber auf italienischen Werften Marinefährprahme Typ D nach deutschen Spezifikationen gebaut.